# Tarsometatarso

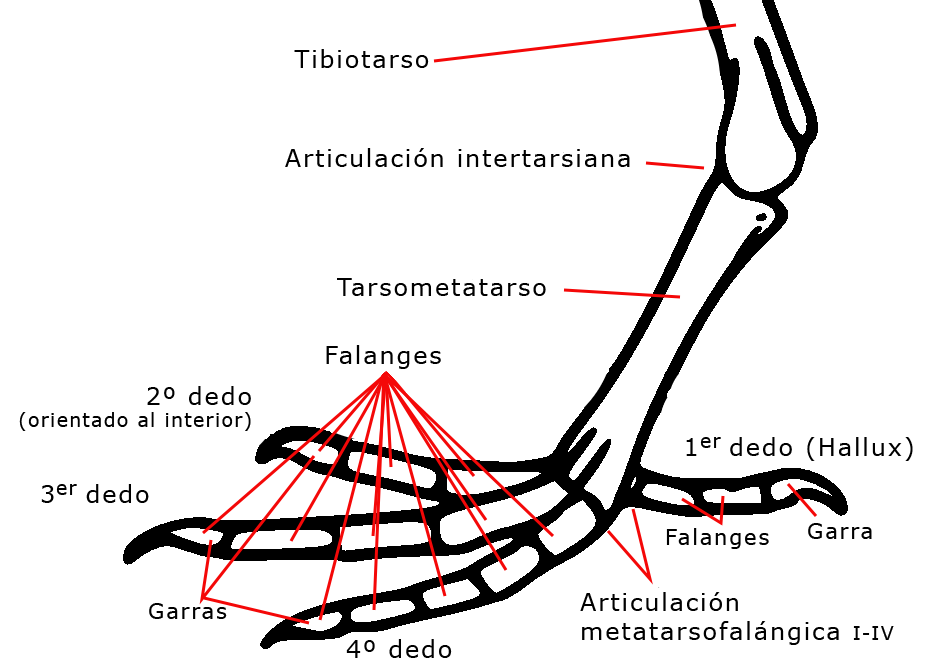
Ubicación del tarsometatarso en la pata de una paloma.

El tarsometatarso es un hueso de la parte inferior de la pata de las aves y algunos dinosaurios ornitópodos. Articula con el tibiotarso en el extremo superior y la primera falange de los dedos en el inferior. Está formado por la fusión de varios huesos que en otros vertebrados están separados, que corresponderían al tarso y al metatarso de la pata de los mamíferos. Con frecuencia el tarsometatarso de las aves es referido de forma poco precisa simplemente como tarso o metatarso. Las anillas de marcaje en los estudios ornitólogicos se colocan en la pata de las aves a la altura de este hueso. 

Desde el exterior el tarsometatarso ocupa aproximadamente la posición entre el 5 y el 6 en la pata de un calamón.

## Evolución

### Aves
Aparecen varios grados y formas de fusión del tarsometatarso a lo largo de la evolución de las aves. Concretamente, en Neornithes (las aves modernas) se produce principalmente por el extremo distal del metatarso, es decir a través de toda la longitud del hueso. En Enantiornithes, un grupo de aves del Mesozoico, la fusión se producía completamente por el extremo proximal del tarso pero el metatarso todavía estaba algo separado.

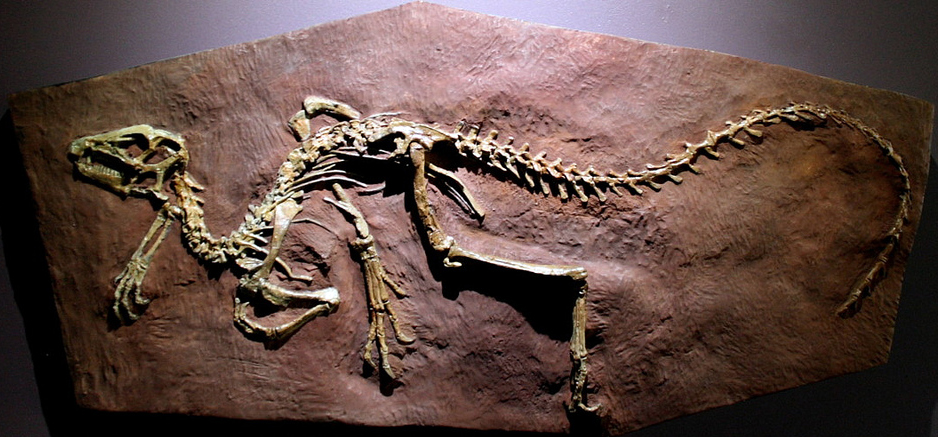
Fósil de Heterodontosaurus tucki donde se aprecia claramente el tarsometatarso.

### Dinosaurios
Aunque las aves son el grupo mejor conocido con este hueso, no son el único grupo que lo posee y ni siquiera el primero en tenerlo. En un caso de evolución paralela el tarsometatarso también está presente en los Heterodontosauridae, un grupo de pequeños dinosaurios ornitópodos no emparentados directamente con las aves. Los fósiles más antiguos con este hueso proceden del Triásico superior, hace más de 200 millones de años, y anteceden al tarsometatarso de las aves en unos 100 millones de años.